# Catti-Brie
Catti-Brie es un personaje del universo de Reinos Olvidados.

La madre de Catti-Brie murió durante el parto, y su padre se trasladó con su hija desde Mirabar a Termalaine, una de las Diez Ciudades. Durante tres años, tuvo bastante éxito, pero entonces un trasgo acabó con la vida del hombre. Todos en Termalaine podían haber caído bajo una acometida de trasgos si no fuera por los enanos del clan Battlahammer que se apresuraron desde su valle para rechazar a la horda. El propio Bruenor Battlehammer salvó a la niña huérfana de la muerte. Cuando el humo se disipó, reclamó a la huérfana como su hija adoptiva.
Catti-Brie no recordaba nada de antes de que Bruenor la acogiera, y pasó una agradable infancia con los enanos. Durante los cinco años que Wulfgar pasó al servicio de Bruenor, le ayudó a romper las ataduras de educación con los bárbaros y a manifestar la compasión e inteligencia que llevaba dentro.
Los lazos entre ellos continuaron haciéndose más fuertes mientras iban de aventuras junto a Bruenor, Regis y Drizzt. Pero entonces la tragedia golpeó a su relación cuando los drow que buscaban la muerte de Drizzt atacaron Mithril Hall, y Wulfgar cayó durante una de las batallas. 
Durante bastante tiempo Catti-Brie lloró la pérdida de su amor, pero según pasaba el tiempo se fue enamorando de Drizzt. Cuando Wulfgar regresó de su muerte aparente, florecieron un gran número de emociones en Catti-brie. Wulfgar huyó de sus amigos, encontrando con el tiempo su propio camino y aceptando la floreciente relación de Catti-Brie con Drizzt.
Durante la invasión de los Orcos y la creación del reino de Muchasflechas, Catti-Brie sufrió una lesión en la cadera, no permitiéndola combatir. Este hecho hizo que la Dama Alustrel la tomara como discípula convirtiéndose en hechicera. Después de este hecho se casó con Drizzt.
Durante la Era de la Plaga de los Conjuros, mientras realizaba un hechizo sencillo fue tocada por una hebra del tejido mágico que se estaba destruyendo, llevándola a un estado de inconsciencia, en la que su mente se encontraba en el mundo de las sombras y en ocasiones revivía hechos del pasado de su vida. Regis intentó atraerla de vuelta al mundo físico utilizando su colgante de Rubí, pero el efecto fue el contrario, sumiendo a Regis en un estado mucho peor que el de Catti-Brie, ya que sufría constantemente terribles terrores al verse atacado por los seres de la sombra. Drizzt y Bruenor decidieron ir a Espíritu Elevado a pedir ayuda al sacerdote Cadderly, pero este no les pudo ayudar.
Cattie-Brie fue reclamada por la diosa Mielikki, a la que solicitó una última noche, que le fue concedida y se la pasó haciendo el amor con su esposo Drizzt. Por la mañana, Mielikki llamó a su alma y esta abandonó el cuerpo, se fueron a recoger a Regis y juntos los dos se montaron a lomos del unicornio que era Mielikki. Al despertar Drizzt y ver a su mujer muerta, se puso a llorar. Justo en esos momentos entró Bruenor con el cuerpo de Regis muerto en brazos, llamando a Drizzt para que mirara lo que él estaba viendo, que no era otra cosa que Cattie-Brie, montada a lomos de un unicornio junto con Regis. Estos les llamaron pero no dieron muestras de escucharles, terminando atravesando una pared. 
El alma de Cattie-Brie fue llevada a un bosque maravilloso creado por Mielikki, junto con el alma de Regis, donde pasa la eternidad cantando y esperando a sus amigos.
Catti-Brie es una bella mujer de cabello castaño rojizo y ojos azules. Es amable, tolerante y pragmática. Además, Catti-Brie se ha convertido en la brújula emocional de sus compañeros de aventuras, guiando tanto a Drizzt como Wulfgar hacia las acciones más sabias con su sentido común y perspicacia. 
En combate, Catti-Brie normalmente apoya a sus amigos con su arco largo élfico Taulmaril, conocido también como Buscacorazones y sus flechas ilimitadas. Sin embargo, no es reacia a entrar en cuerpo a cuerpo, y cargará al combate con Khazid'hea lista, generalmente confiada en su capacidad para dominar a la espada. 
Khazid'hea, también conocida como Tajadora (en España Cercenadora), es una espada larga de adamantina. Tomada de Dantrag Baenre, un maestro de batalla drow, Khazid'hea tiene personalidad propia. La hoja anhela poco más que el caos de la batalla y la sangre de los enemigos, e intenta enviar constantemente a su portador a la batalla y siente envidia de cualquier muerte de la que no sea responsable. Sin embargo, la espada hace pocas distinciones entre amigos y enemigos y es probable que pida a su portador que luche contra los amigos cuando los enemigos hayan caído. La espada garantiza a su portador los beneficios de la furia solo si este acepta matar a todos los “enemigos” o será la espada la que domine. Si Khazid'hea es dominada por su portador, altera su empuñadura para adaptarse mejor a los gustos estéticos de su nuevo amo. 
- Datos: Q2707409